# Giovanni Ceccarelli

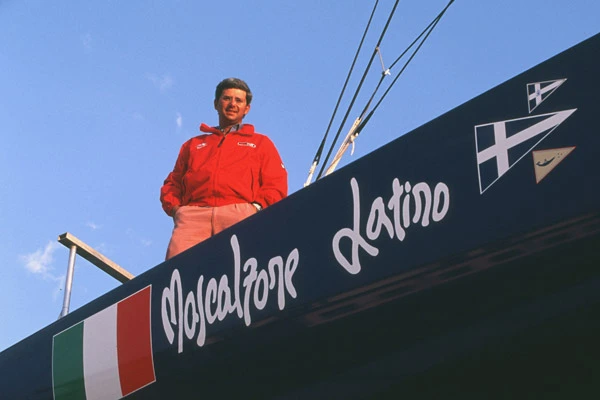
GiovanniCoppaAmerica1

Giovanni Ceccarelli (Ravenna, 14 gennaio 1961) è un ingegnere e progettista italiano.

## Biografia
Figlio unico di Epaminonda Ceccarelli, progettista, e Anita Babini, si diploma al liceo scientifico nel 1980. Nel 1987 si laurea in Ingegneria civile edile presso l'Università degli Studi di Bologna con una tesi in composizione architettonica legata alle architetture dell’acqua recante il progetto per una casa galleggiante modulare, "Unità galleggiante multiuso", relatore il prof. Giorgio Praderio.
Ha conseguito il certificato di abilitazione all'esercizio della professione di ingegnere (sezione A) con Esame di Stato nella II Sessione anno 1989 presso l'Università degli Studi di Bologna. È stato per due sfide di America's Cup il Principal Designer nel 2003 ad Auckland con Mascalzone Latino di Vincenzo Onorato e nel 2007 con +39 Challengea Valencia.  Da gennaio 2012 fino a luglio 2014  viene coinvolto come progettista e poi come ingegnere gestionale nel progetto del recupero della Costa Concordia, naufragata nelle acque antistanti l’isola del Giglio. È lui a ideare la metodologia da utilizzare per il parbuckling, così da rimettere in assetto verticale la Costa Concordia prima di essere poi rigalleggiata e trasferita a Genova per lo smantellamento. Nel 2014 per iniziativa del Presidente della Repubblica Giorgio Napolitano gli è stata riconosciuta l’onorificenza di Cavaliere Ordine al Merito della Repubblica Italiana.

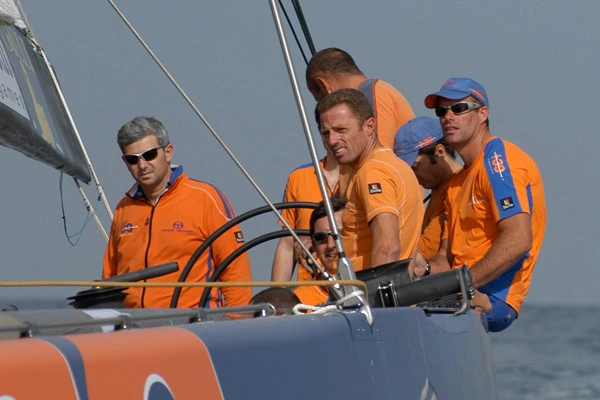
GiovanniCoppaAmerica2.